# بينيلاس بارك
بينيلاس بارك (بالإنجليزية: Pinellas Park)‏ هي مدينة أمريكية تقع في ولاية فلوريدا. تبلغ مساحة هذه المدينة 41.9 (كم²)،ويبلغ عدد سكانها 49079 نسمة حسب إحصاء سنة 2010 م 49079.تشير إحصاءات سنة 2000م بأن الكثافة السكانية في هذه المدينة تقدر بـ(auto) نسمة/كم2 